# Parti de l’Unité nationale (Haiti)
Die Parti de l’Unité nationale (PUN; Haitianisch-Kreolisch Pati Inite Nasyonal, Partei der Nationalen Einheit) war eine politische Partei in Haiti. Sie war de facto die einzige politische Kraft während der Diktatur der Duvaliers in den Jahren von 1957 bis 1986.

## Geschichte

### Einzige legale Partei Haitis während der Duvalier Ära
Die PUN wurde 1957 als politische Plattform gegründet, um die Kandidatur von François Duvalier, genannt „Papa Doc“, bei der Präsidentschaftswahl von 1957 zu unterstützen. Duvalier wurde mit 72 Prozent der abgegebenen Stimmen gewählt.
Nach einem Putschversuch im Juli 1958 stellte die Partei  am 29. Juli 1958 eine paramilitärische Miliz auf, die „Volontaires de la Sécurité Nationale“ (VSN) hieß und unter der Bezeichnung Tontons Macoute berüchtigte Bekanntheit erhielt.
Der autoritäre Duvalier setzte eine repressive Politik durch, indem er unzuverlässige Offiziere aus der Armee entfernte, Oppositionsparteien verbot, den Belagerungszustand verhängte und im Jahr 1958 vom Parlament die Ermächtigung einholte, per Dekret zu regieren. Am 8. April 1961 erklärte er das Parlament für aufgelöst.
Um jeglicher Unsicherheit zu entgehen, erklärte sich Duvalier im Juni 1964 nach einem erneuten Referendum, bei dem 99,99 Prozent der Wähler für ihn stimmten, zum Präsidenten auf Lebenszeit. Er war frei von jeglicher Opposition, da seine Gegner beseitigt oder ins Ausland verbannt worden waren.
Nach dem Tod von François Duvalier am 21. April 1971 übernahm der 19-jährige Jean-Claude Duvalier (daher sein Spitzname „Baby Doc“) das Amt des Präsidenten der Republik. Am 7. Februar 1986 übergab er die Macht in die Hände des Militärs und verließ das Land.
Mit dem Ende der Duvalier-Ära wurde die PUN aufgelöst.

### Versuch einer Wiederbelebung 2014
Nachdem Jean-Claude Duvalier am 16. Januar 2011 aus dem Exil in Frankreich nach Haiti zurückgekehrt war, versuchte die Partei sich unter dem ursprünglichen Namen wieder zu formieren. Sie gründete Büros in einzelnen Départements. Mit dem Tod Duvaliers am 4. Oktober 2014 ging der PUN die politische Galionsfigur verloren. Sie nominierte Marc-Arthur Drouillard als Kandidaten für die Präsidentschaftswahl 2015, der jedoch mit 929 Stimmen nur 0,06 Prozent Stimmanteil erzielen konnte.
Die PUN gehörte zu den 188 Parteien und politischen Gruppierungen, die vom provisorischen Wahlausschuss (CEP) für die Urnengänge des Jahres 2015 anerkannt wurden.

## Wahlergebnisse
Bei der Parlamentswahl des Jahres 1957 erlangte die PUN 25 der 37 Sitze in der Abgeordnetenkammer. In das inzwischen auf 67 Mitglieder vergrößerte Parlament zogen vier Jahre später, bei der Wahl von 1961, nur noch Bewerber der PUN ein.
Bei der Wahl 1964 und der Wahl 1967 war die PUN die einzige zugelassene Partei und nahm als solche alle Parlamentssitze ein.
Dasselbe gilt für die Wahl 1973, die Wahl 1979 und die Wahl 1984, wobei die Anzahl der Mandate in der Abgeordnetenkammer auf 58 bzw. 59 erweitert worden war.